# Marguerite Misteli

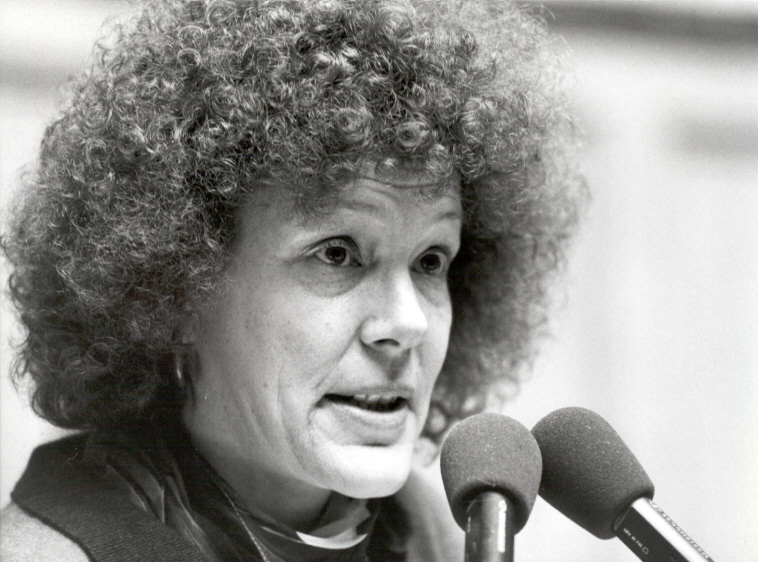
Marguerite Misteli (1991)

Marguerite «Miguel» Misteli (* 1. August 1945 in Solothurn, heimatberechtigt daselbst) ist eine Schweizer Politikerin (Grüne) und Architektin. Sie war die erste grüne Nationalrätin des Kantons Solothurn, Kantonsrätin und ist Mitglied des Solothurner Gemeinderats.

## Leben und Berufliches
Marguerite Misteli wurde als ältestes von fünf Geschwistern in Solothurn geboren. Sie wuchs in einem bürgerlichen Elternhaus auf: Der Vater stammte aus einer Solothurner FDP-, die Mutter aus einer Luzerner CVP-Familie. Als Marguerite Misteli 14 Jahre alt war, starb ihre Mutter; drei Jahre später nahm sich der Vater das Leben. Die fünf Kinder blieben im Haus in Bellach (SO) wohnhaft, Marguerite übernahm als Älteste die Verantwortung.
Misteli studierte an der ETH Zürich Architektur und zog 1969 für «zwei Lehr- und Wanderjahre» nach Berlin. Später lebte Misteli zusammengezählt während über zwei Jahrzehnten im Ausland: In Südafrika, England, Mazedonien, Serbien, Kuba und am längsten als Stadtplanerin in Mosambik.
In Solothurn ist Misteli auch als «Miguel» bekannt, als Variante von Marguerite. Sie ist seit Jahren mit ihrem langjährigen Partner verheiratet.

## Politische Laufbahn
Mit dem frühen Verlust der Eltern habe sich «aus der Biographie wie von selbst ergeben, dass ich von früh an eine politisch denkende Frau» war, schreibt Misteli auf ihrer Website. In Berlin war sie Mitglied einer maoistischen Gruppe. Als sie 1971 nach Solothurn zurückkehrte, trat sie der kommunistischen POCH bei, die im Zuge der 68er-Bewegung gegründet worden war. In einem Interview 2015 begründet Misteli: «Sonst passte mir keine Partei. Die Solothurner SP war damals ja fast bürgerlicher als der Freisinn.» 1973 wurde sie in den Solothurner Gemeinderat gewählt. Etwa gleichzeitig half sie mit, das Genossenschaftsrestaurant Kreuz und den Mieterverein Solothurn zu gründen.
1991 kam Misteli von einem rund zehnjährigen Aufenthalt in Mosambik zurück in die Schweiz. Der Frauenstreik dominierte damals Politik und Medien. Die Solothurner Grünen setzten für die Nationalratswahlen 1991 nur Frauen auf die Liste, unter ihnen Marguerite Misteli. Im Oktober 1991 wurde sie als erste Solothurner Grüne in den Nationalrat gewählt. Ihr Mandat endete nach einer Legislatur im Dezember 1995, da die Solothurner Grünen ihren Sitz verloren.
2008 kehrte Marguerite Misteli erneut von einem Auslandsaufenthalt, diesmal in Kuba, zurück und wurde wenig später in den Solothurner Kantonsrat und Gemeinderat gewählt. Im Alter von 70 Jahren verabschiedete sich Misteli 2015 aus der Kantonspolitik. Sie ist aber nach wie vor im Solothurner Gemeinderat aktiv.
Misteli hat sich während ihrer Karriere u. a. für Frauenrechte und Umweltthemen eingesetzt. Sie ist heute Ehrenpräsidentin des 2011 gegründeten Vereins 2000-Watt-Region Solothurn.